# Ngrejeng (Purwosari)
Ngrejeng is een bestuurslaag in het regentschap Bojonegoro van de provincie Oost-Java, Indonesië. Ngrejeng telt 2966 inwoners (volkstelling 2010).